# Pasquier Quesnel

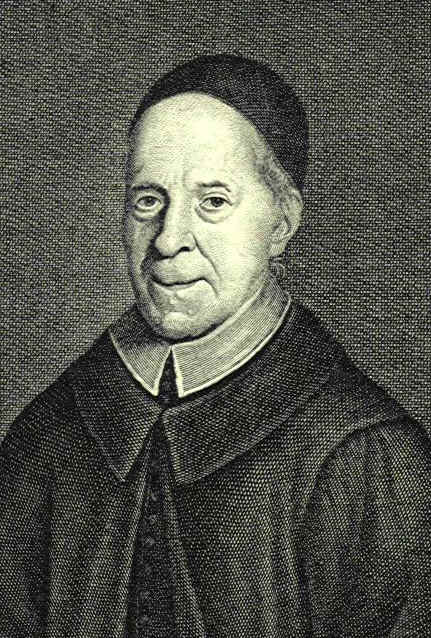
Pasquier Quesnel

Pasquier Quesnel (ur. 14 lipca 1634 w Paryżu), zm. 2 grudnia 1719 w Amsterdamie) – francuski teolog, jansenista, oratorianin. Po śmierci Antoine’a Arnaulda stanął na czele ruchu jansenistycznego.
Podejrzany o jansenizm uszedł do Brukseli, potem schwytany przez jezuitów i osadzony w więzieniu, ponownie uciekł i schronił się w Amsterdamie. Wydał opracowanie Nowego Testamentu, zaopatrując je w liczne refleksje moralne. 101 jego zdań zostało potępionych w ogłoszonej przez papieża Klemens XI konstytucji Unigenitus (1713).